# Distrito de Lamjung
El distrito de Lamjung (nepalí: लमजुङ जिल्ला [ˈlʌmd͡zuŋ], parte de la provincia de Gandaki, es uno de los 77 distritos de Nepal. El distrito, cuya sede es Besisahar, tiene una superficie de 1.692 kilómetros cuadrados y, en 2011, contaba con una población de 167.724 habitantes. Lamjung se encuentra en las colinas medias de Nepal que abarcan los cinturones geoecológicos tropicales y transhimalayos, incluido el punto medio geográfico del país (es decir, Duipipal). Cuenta con una población mixta de castas y etnias. Alberga probablemente la mayor densidad de población de la etnia gurung del país. 

## Geografía y clima
| Zona de clima | Elevación            | % de la superficie |
| ------------- | -------------------- | ------------------ |
| Tropical      | 300 a 1,000 metros.  | 18.5%              |
| Subtropical   | 1,000 a 2,000 metros | 34.0%              |
| Templado      | 2,000 a 3,000 metros | 20.3%              |
| Subalpino     | 3,000 a 4,000 metros | 14.1%              |
| Alpino        | 4,000 a 5,000 metros | 8.0%               |
| Nival         | Más de 5,000 metros  | 3.6%               |
| Transhimalayo | 3,000 a 6,400 metros | 1.3%               |

## Datos demográficos
En el momento del censo de Nepal de 2011, el distrito de Lamjung tenía una población de 167.724 habitantes. De ellos, el 58,6% hablaba nepalí, el 29,8% gurung, el 6,6% tamang, el 1,8% newari, el 1,0% dura y el 0,9% magar como primera lengua.
El 38,7% de la población del distrito hablaba nepalí y el 1,3% gurung como segunda lengual.

## Municipios rurales y municipios
- Municipio de Besisahar
- Municipio rural de Dordi
- Municipio rural de Dudhpokhari
- Municipio rural de Kwhlosothar
- Municipio de Madhya Nepal
- Municipio rural de Marsyandi
- Municipio de Rainas
- Municipio de Sundarbazar

## Terremoto de 2015
El epicentro del terremoto del 25 de abril de 2015 estuvo cerca del distrito de Lamjung. La mayor parte de los daños y las víctimas se produjeron en la cercana Katmandú, la capital de Nepal. El número de muertos se estimó en más de 8.800. Sin embargo, en el distrito de Lamjung solo se registraron cuatro muertes.
Aunque Lamjung fue el 20º distrito con más muertes en Nepal, sufrió graves daños. Los pueblos de Bichaur, Ilampokhari, Dudhpokhari, Gauda, Kolki y Pyarjung fueron los más afectados.  Veinticinco personas resultaron heridas en el distrito de Lamjung. La policía local calcula que 2.094 casas quedaron completamente destruidas y otras 2.129 sufrieron daños parciales.